# Југославија на Летњим олимпијским играма 1960.
Спортистима Југославије је ово било девето учешће на Летњим олимпијским играма. Југославија је на Олимпијским играма 1960. у Риму била заступљена са 120 учесника који су учествовали у 14 спортских дисциплина (атлетика, бициклизам, бокс, ватерполо, веслање, гимнастика, једрење, кајак и кану, кошарка, мачевање, пливање, рвање, стрељаштво, фудбал).
Спортисти из Југославије су на овим играма освојили још две медаље, златну и сребрну. Освојена је медаља у рвању и после три финала и три сребрне медаље са три претходне олимпијаде у фудбалу је најзад освојена и златна олимпијска медаља.

### Освојене медаље на ЛОИ
| Освојене медаље југословенских спортиста на ЛОИ 1960. |        |       |        |        |        |
| Спортиста                                             | Спорт  | Злато | Сребро | Бронза | Укупно |
| Фудбалска репрезентација                              | Фудбал | 1     | 0      | 0      | 1      |
| Бранислав Мартиновић                                  | Рвање  | 0     | 1      | 0      | 1      |
| Укупно                                                | 2      | 1     | 1      | 0      | 2      |

## Фудбал
Спортиста — 17
Југославија је постала олимпијски шампион по први пут а најбољи стрелац олимпијског фудбалског турнира је постао Милан Галић са 7 постигнутих погодака. Фудбалска репрезентација Југославије је на овом турниру одиграла пет утакмица са скором од три победе и две нерешене утакмице и гол-разликом од 17:6.

### Група А
| Репрезентација | Ут. | П | Н | И | Г+ | Г- | Бодова |
| -------------- | --- | - | - | - | -- | -- | ------ |
| Југославија    | 3   | 2 | 1 | 0 | 13 | 4  | 5      |
| Бугарска       | 3   | 2 | 1 | 0 | 8  | 3  | 5      |
| УАР            | 3   | 0 | 1 | 2 | 4  | 11 | 1      |
| Турска         | 3   | 0 | 1 | 2 | 3  | 10 | 1      |

### Полуфинале
| 5. септембар 1960. 12:00 |                  |             |                                                                               |
| Италија                  | 1-1 (0:0), (1:1) | Југославија | Напуљ, Стадион Сан Паоло Судија: Јозеф Кандлбиндер (Немачка) Гледалаца: н. п. |
| Тумбурус 109’ \|         | (Репортажа)      | Галић 107’, | Напуљ, Стадион Сан Паоло Судија: Јозеф Кандлбиндер (Немачка) Гледалаца: н. п. |

(Југославија је прошла даље захваљујући жребу.)

### Финале
| 10. септембар 1960. 12:00           |             |               |                                                                           |
| Југославија                         | 3-1         | Данска        | Рим, Стадион Фламинио Судија: Кончето Ло Бело (Италија) Гледалаца: 40.000 |
| Галић 1’ · Матуш 11’ · Костић 69’\| | (Репортажа) | Ф. Нилсен 80’ | Рим, Стадион Фламинио Судија: Кончето Ло Бело (Италија) Гледалаца: 40.000 |

## Рвање
Спортиста — 5

### Рвање, грчко-римски стил
| Такмичар             | Категорија | Први круг                      | Други круг                  | Трећи круг                    | Четврти круг                    | Пети круг          | Шести круг                             | Место      |
| Такмичар             | Категорија | Противник Резултат             | Противник Резултат          | Противник Резултат            | Противник Резултат              | Противник Резултат | Противник Резултат                     | Место      |
| -------------------- | ---------- | ------------------------------ | --------------------------- | ----------------------------- | ------------------------------- | ------------------ | -------------------------------------- | ---------- |
| Бранислав Мартиновић | До 67      | Румунија · Георги · Поб. (2-0) | Шведска · Фреј · Нер. (1-1) | Холандија · Пикс · Поб. (2-0) | Аустрија · Броцнер · Поб. (2-0) | Слободан           | Совјетски Савез · Коридзе · Пор. (0-2) |            |
| Боривоје Вуков       | До 52      | Завршио такмичење              | Завршио такмичење           | Завршио такмичење             | Завршио такмичење               | Завршио такмичење  | Завршио такмичење                      | 6          |
| Стипан Дора          | До 57      | Н. П.                          | Н. П.                       | Н. П.                         | Н. П. - елиминисан              | Завршио такмичење  | Завршио такмичење                      | Без пласм. |
| Војислав Голошин     | До 61      | Н. П                           | Н. П. - елиминисан          | Завршио такмичење             | Завршио такмичење               | Завршио такмичење  | Завршио такмичење                      | Без пласм. |
| Стеван Хорват        | До 73      | Н. П.                          | Н. П.                       | Н. П.                         | Н. П.                           | Н. П. - елиминисан | Завршио такмичење                      | 4          |

## Кошарка
Спортиста — 12
Југославији је ово било први пут да игра на финалном олимпијском турниру. Југославија је играла у прелиминарној групи Б, где је заузела друго место и квалификовала се у полуфиналну рунду. У полуфиналној рунди се нашла са фаворитима, са сва три освајача медаља са претходне олимпијаде: САД, СССР и Уругвајем. Ипак је успела да у овој рунди такмичења забележи победу и то против Уругваја и заузме треће место у групи иза САД и СССРа.
У следећој фази разигравања са половичним успехом, победом против Пољске и поразом против Чехословачке, је успела да забележи релативно добар успех: 6 место у укупном пласману.
Југославија је на овом турниру одиграла укупно осам утакмица и забележила 4 победе и 4 пораза са кош разликом од 578 постигнутих и 653 примљених кошева (-75). Овој негативној кош разлици највише су допринеле утакмица против репрезентације САД која је завршена резултатом 104:42 (-62) и утакмица против репрезентације СССР која је завршена резултатом 88:61 (-27).

#### Група Б
| Репрезентација | Бод | Ута | Поб | Изг | К+  | К-  |
| -------------- | --- | --- | --- | --- | --- | --- |
| Чехословачка   | 5   | 3   | 2   | 1   | 201 | 192 |
| Југославија    | 5   | 3   | 2   | 1   | 193 | 199 |
| Француска      | 4   | 3   | 1   | 2   | 187 | 190 |
| Бугарска       | 4   | 3   | 1   | 2   | 209 | 209 |

| 26. август  |       |              |
| Бугарска    | 62-67 | Југославија  |
| 27. август  |       |              |
| Француска   | 61-62 | Југославија  |
| 29. август  |       |              |
| Југославија | 64-76 | Чехословачка |

### Полуфинале

#### Група 2
| Репрезентација   | Бод | Ута | Поб | Изг | К+  | К   |
| ---------------- | --- | --- | --- | --- | --- | --- |
| Сједињене Државе | 6   | 3   | 3   | 0   | 293 | 149 |
| Совјетски Савез  | 5   | 3   | 2   | 1   | 234 | 195 |
| Југославија      | 4   | 3   | 1   | 2   | 197 | 275 |
| Уругвај          | 3   | 3   | 0   | 3   | 186 | 291 |

| 1. септембар |        |             |
| Југославија  | 42-104 | САД         |
| 2. септембар |        |             |
| СССР         | 88-61  | Југославија |
| 3. септембар |        |             |
| Уругвај      | 83-94  | Југославија |

#### Класификациона рунда за 5º-8º места
Победе Чехословачке над Пољском и Југославије над Уругвајем из претходне фазе су такође рачунати у овој рунди.
| Репрезентација  | Бод | Ута | Поб | Изг | К+  | К   |
| --------------- | --- | --- | --- | --- | --- | --- |
| 5. Чехословачка | 5   | 3   | 2   | 1   | 284 | 240 |
| 6. Југославија  | 5   | 3   | 2   | 1   | 282 | 262 |
| 7. Пољска       | 4   | 3   | 1   | 2   | 220 | 245 |
| 8. Уругвај      | 4   | 3   | 1   | 2   | 217 | 256 |

| 7. септембар |       |             |
| Југославија  | 95-81 | Пољска      |
| 9. септембар |       |             |
| Чехословачка | 98-93 | Југославија |